# 韦尔斯堂区教堂

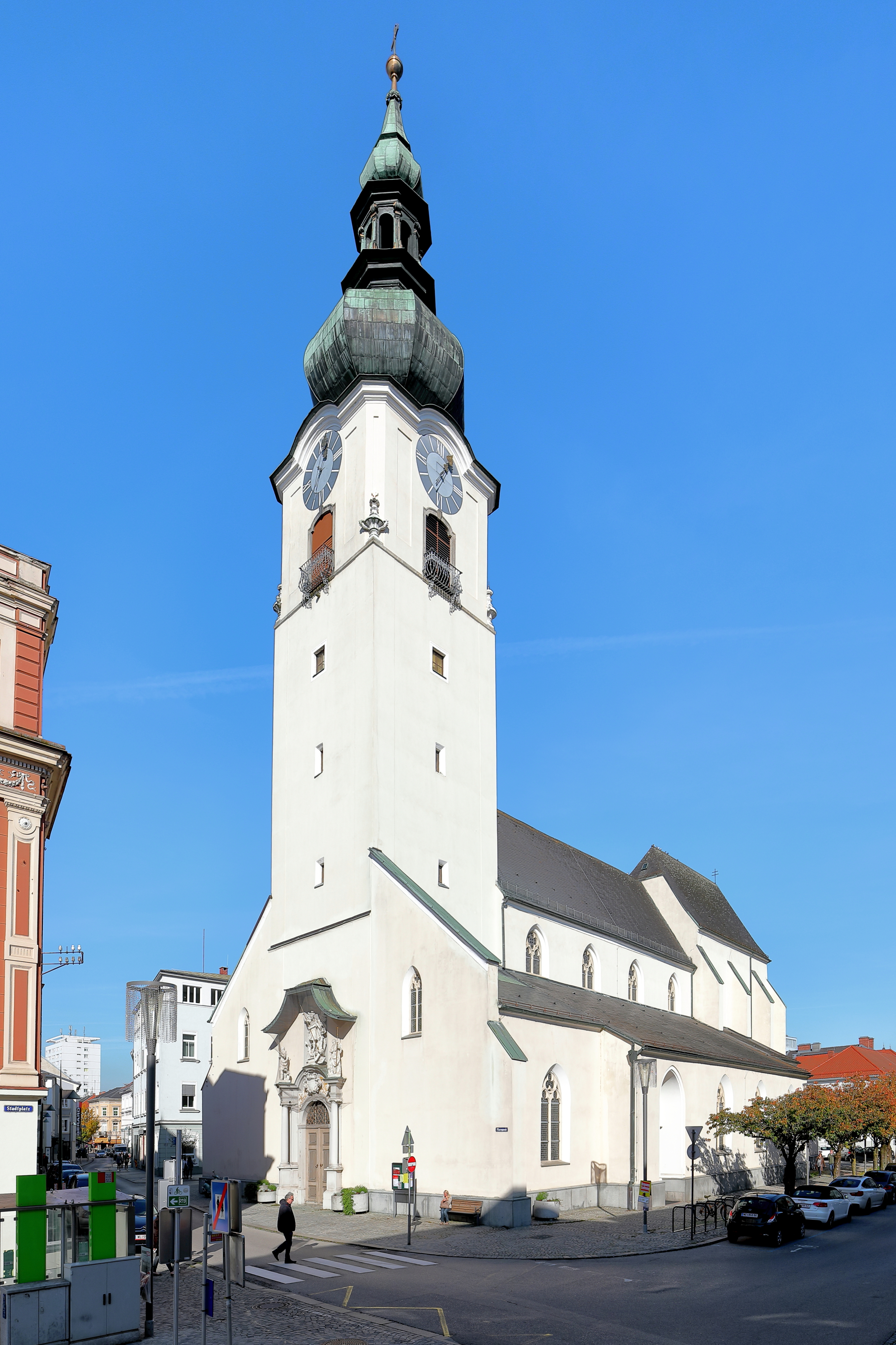

韦尔斯堂区教堂（Stadtpfarrkirche Wels）是一座罗马天主教堂区教堂，位于奥地利上奥地利州城市韦尔斯，属于天主教林茨教区韦尔斯总铎区，已列为保护文物。
该堂是韦尔斯最古老的教堂之一，供奉圣史若望，瞻礼日为12月27日。